# Collegio di Chipping Barnet
Chipping Barnet è un collegio elettorale situato nella Grande Londra, e rappresentato alla Camera dei comuni del Parlamento del Regno Unito. Elegge un membro del parlamento con il sistema first-past-the-post, ossia maggioritario a turno unico; l'attuale parlamentare è Dan Tomlinson del Partito Laburista, che rappresenta il collegio dal 2024.

## Estensione

Chipping Barnet dal 2010 al 2024

- 1974-1997: i ward del borgo londinese di Barnet di Arkley, Brunswick Park, East Barnet, Hadley e Totteridge.
- 1997-2010: come sopra, con in aggiunta Friern Barnet
- 2010-2024: i ward del borgo londinese di Barnet di Brunswick Park, Coppetts, East Barnet, High Barnet, Oakleigh, Totteridge e Underhill.
- dal 2024: i ward del borgo londinese di Barnet di Barnet Vale, Brunswick Park, East Barnet, Edgwarebury, High Barnet, Totteridge and Woodside, Underhill e Whetstone.[1]

Per le elezioni generali del 2010, a seguito di una modifica della rappresentanza parlamentare in seguito al cambiamento dei confini di alcuni ward, la Boundary Commission for England raccomandò che parti del ward di Underhill e Coppetts fossero trasferiti da Chipping Barnet ai collegi di Hendon e Finchley and Golders Green. Fu anche disposto che una piccola parte del ward di Mill Hill fosse trasferito da Chipping Barnet a Hendon.

## Membri del parlamento
| Elezione | Elezione         | Deputato          | Partito      |
| -------- | ---------------- | ----------------- | ------------ |
|          | Feb 1974         | Reginald Maudling | Conservatore |
| 1979     | Sydney Chapman   |                   | Conservatore |
| 2005     | Theresa Villiers |                   | Conservatore |
|          | 2024             | Dan Tomlinson     | Laburista    |

## Elezioni

### Elezioni negli anni 2020
| Partito                    | Partito                                           | Candidato                  | Risultati 4 luglio 2024 | Risultati 4 luglio 2024 |
| Partito                    | Partito                                           | Candidato                  | Voti                    | %                       |
| -------------------------- | ------------------------------------------------- | -------------------------- | ----------------------- | ----------------------- |
|                            | Laburista                                         | Dan Tomlinson              | 21 585                  | 42,44                   |
|                            | Conservatore                                      | Theresa Villiers           | 18 671                  | 36,71                   |
|                            | Reform UK                                         | Hamish Haddow              | 3 986                   | 7,84                    |
|                            | Verde                                             | David Farbey               | 3 442                   | 6,77                    |
|                            | Lib Dem                                           | Mark Durrant               | 2 614                   | 5,14                    |
|                            | Rejoin EU                                         | Richard Hewison            | 379                     | 0,75                    |
|                            | Indipendente                                      | Kay Lauer                  | 182                     | 0,36                    |
|                            |                                                   |                            |                         |                         |
| Iscritti                   | Iscritti                                          | Iscritti                   | 78 038                  | 100,00                  |
| ↳ Votanti (% su iscritti)  | ↳ Votanti (% su iscritti)                         | ↳ Votanti (% su iscritti)  | 50 859                  | 65,17                   |
| ↳ Astenuti (% su iscritti) | ↳ Astenuti (% su iscritti)                        | ↳ Astenuti (% su iscritti) | 27 179                  | 34,83                   |
|                            |                                                   |                            |                         |                         |
|                            | Esito: collegio passa da Conservatore a Laburista |                            |                         |                         |

### Elezioni negli anni 2010
| Partito                    | Partito                                   | Candidato                  | Risultati 12 dicembre 2019 | Risultati 12 dicembre 2019 |
| Partito                    | Partito                                   | Candidato                  | Voti                       | %                          |
| -------------------------- | ----------------------------------------- | -------------------------- | -------------------------- | -------------------------- |
|                            | Conservatore                              | Theresa Villiers           | 25 745                     | 44,72                      |
|                            | Laburista                                 | Emma Whysall               | 24 533                     | 42,61                      |
|                            | Lib Dem                                   | Isabelle Parasram          | 5 932                      | 10,30                      |
|                            | Verdi                                     | Gabrielle Bailey           | 1 288                      | 2,24                       |
|                            | Advance                                   | John Sheffield             | 71                         | 0,12                       |
|                            |                                           |                            |                            |                            |
| Iscritti                   | Iscritti                                  | Iscritti                   | 79 960                     | 100,00                     |
| ↳ Votanti (% su iscritti)  | ↳ Votanti (% su iscritti)                 | ↳ Votanti (% su iscritti)  | 57 569                     | 72,00                      |
| ↳ Astenuti (% su iscritti) | ↳ Astenuti (% su iscritti)                | ↳ Astenuti (% su iscritti) | 22 391                     | 28,00                      |
|                            |                                           |                            |                            |                            |
|                            | Esito: collegio confermato a Conservatore |                            |                            |                            |

| Partito                    | Partito                                   | Candidato                  | Risultati 8 giugno 2017 | Risultati 8 giugno 2017 |
| Partito                    | Partito                                   | Candidato                  | Voti                    | %                       |
| -------------------------- | ----------------------------------------- | -------------------------- | ----------------------- | ----------------------- |
|                            | Conservatore                              | Theresa Villiers           | 25 679                  | 46,33                   |
|                            | Laburista                                 | Emma Whysall               | 25 326                  | 45,70                   |
|                            | Lib Dem                                   | Marisha Ray                | 3 012                   | 5,43                    |
|                            | Verdi                                     | Phil Fletcher              | 1 406                   | 2,54                    |
|                            |                                           |                            |                         |                         |
| Iscritti                   | Iscritti                                  | Iscritti                   | 76 988                  | 100,00                  |
| ↳ Votanti (% su iscritti)  | ↳ Votanti (% su iscritti)                 | ↳ Votanti (% su iscritti)  | 55 432                  | 72,00                   |
| ↳ Astenuti (% su iscritti) | ↳ Astenuti (% su iscritti)                | ↳ Astenuti (% su iscritti) | 21 556                  | 28,00                   |
|                            |                                           |                            |                         |                         |
|                            | Esito: collegio confermato a Conservatore |                            |                         |                         |

| Partito                    | Partito                                   | Candidato                  | Risultati 7 maggio 2015 | Risultati 7 maggio 2015 |
| Partito                    | Partito                                   | Candidato                  | Voti                    | %                       |
| -------------------------- | ----------------------------------------- | -------------------------- | ----------------------- | ----------------------- |
|                            | Conservatore                              | Theresa Villiers           | 25 759                  | 48,66                   |
|                            | Laburista                                 | Amy Trevethan              | 18 103                  | 34,20                   |
|                            | UKIP                                      | Victor Kaye                | 4 151                   | 7,84                    |
|                            | Verdi                                     | Audrey Poppy               | 2 501                   | 4,72                    |
|                            | Lib Dem                                   | Marisha Ray                | 2 301                   | 4,35                    |
|                            | Indipendente                              | Mehdi Akhavan              | 118                     | 0,22                    |
|                            |                                           |                            |                         |                         |
| Iscritti                   | Iscritti                                  | Iscritti                   | 77 845                  | 100,00                  |
| ↳ Votanti (% su iscritti)  | ↳ Votanti (% su iscritti)                 | ↳ Votanti (% su iscritti)  | 53 013                  | 68,10                   |
| ↳ Astenuti (% su iscritti) | ↳ Astenuti (% su iscritti)                | ↳ Astenuti (% su iscritti) | 24 832                  | 31,90                   |
|                            |                                           |                            |                         |                         |
|                            | Esito: collegio confermato a Conservatore |                            |                         |                         |

| Partito                    | Partito                                   | Candidato                  | Risultati 6 maggio 2010 | Risultati 6 maggio 2010 |
| Partito                    | Partito                                   | Candidato                  | Voti                    | %                       |
| -------------------------- | ----------------------------------------- | -------------------------- | ----------------------- | ----------------------- |
|                            | Conservatore                              | Theresa Villiers           | 24 700                  | 48,81                   |
|                            | Laburista                                 | Damien Welfare             | 12 773                  | 25,24                   |
|                            | Lib Dem                                   | Stephen Barber             | 10 202                  | 20,16                   |
|                            | UKIP                                      | James Fluss                | 1 442                   | 2,85                    |
|                            | Verdi                                     | Kate Tansley               | 1 021                   | 2,02                    |
|                            | Indipendente                              | Philip Clayton             | 470                     | 0,93                    |
|                            |                                           |                            |                         |                         |
| Iscritti                   | Iscritti                                  | Iscritti                   | 77 738                  | 100,00                  |
| ↳ Votanti (% su iscritti)  | ↳ Votanti (% su iscritti)                 | ↳ Votanti (% su iscritti)  | 50 608                  | 65,10                   |
| ↳ Astenuti (% su iscritti) | ↳ Astenuti (% su iscritti)                | ↳ Astenuti (% su iscritti) | 27 130                  | 34,90                   |
|                            |                                           |                            |                         |                         |
|                            | Esito: collegio confermato a Conservatore |                            |                         |                         |

### Elezioni negli anni 2000
| Partito                    | Partito                                   | Candidato                  | Risultati 5 maggio 2005 | Risultati 5 maggio 2005 |
| Partito                    | Partito                                   | Candidato                  | Voti                    | %                       |
| -------------------------- | ----------------------------------------- | -------------------------- | ----------------------- | ----------------------- |
|                            | Conservatore                              | Theresa Villiers           | 19 744                  | 46,59                   |
|                            | Laburista                                 | Pauline A. Coakley-Webb    | 13 784                  | 32,52                   |
|                            | Lib Dem                                   | Sean Hooker                | 6 671                   | 15,74                   |
|                            | Verdi                                     | Audrey M. Poppy            | 1 199                   | 2,83                    |
|                            | UKIP                                      | Victor Kaye                | 924                     | 2,18                    |
|                            | Rainbow Dream Ticket                      | Rainbow George Weiss       | 59                      | 0,14                    |
|                            |                                           |                            |                         |                         |
| Iscritti                   | Iscritti                                  | Iscritti                   | 66 117                  | 100,00                  |
| ↳ Votanti (% su iscritti)  | ↳ Votanti (% su iscritti)                 | ↳ Votanti (% su iscritti)  | 42 381                  | 64,10                   |
| ↳ Astenuti (% su iscritti) | ↳ Astenuti (% su iscritti)                | ↳ Astenuti (% su iscritti) | 23 736                  | 35,90                   |
|                            |                                           |                            |                         |                         |
|                            | Esito: collegio confermato a Conservatore |                            |                         |                         |

| Partito                    | Partito                                   | Candidato                  | Risultati 7 giugno 2001 | Risultati 7 giugno 2001 |
| Partito                    | Partito                                   | Candidato                  | Voti                    | %                       |
| -------------------------- | ----------------------------------------- | -------------------------- | ----------------------- | ----------------------- |
|                            | Conservatore                              | Sydney Chapman             | 19 702                  | 46,41                   |
|                            | Laburista                                 | Damien Welfare             | 17 001                  | 40,04                   |
|                            | Lib Dem                                   | Sean Hooker                | 5 753                   | 13,55                   |
|                            |                                           |                            |                         |                         |
| Iscritti                   | Iscritti                                  | Iscritti                   | 70 239                  | 100,00                  |
| ↳ Votanti (% su iscritti)  | ↳ Votanti (% su iscritti)                 | ↳ Votanti (% su iscritti)  | 42 456                  | 60,45                   |
| ↳ Astenuti (% su iscritti) | ↳ Astenuti (% su iscritti)                | ↳ Astenuti (% su iscritti) | 27 783                  | 39,55                   |
|                            |                                           |                            |                         |                         |
|                            | Esito: collegio confermato a Conservatore |                            |                         |                         |

## Risultati dei referendum

### Referendum sulla permanenza del Regno Unito nell'Unione europea del 2016
|             | Collegio        | Lasciare UE % | Rimanere in UE % |
| ----------- | --------------- | ------------- | ---------------- |
|             | Chipping Barnet | 40,9%         | 59,1%            |
|             | Inghilterra     | 53,3%         | 46,7%            |
| Regno Unito | 51,9%           | 48,1%         |                  |